# Kurcewo
Kurcewo [kurˈt͡sɛvɔ] (trước đây là Krüssow của Đức) là một ngôi làng thuộc khu hành chính của Gmina Stargard, thuộc huyện Stargardzki, Zachodniopomorskie, ở phía tây bắc Ba Lan. Nó nằm khoảng 9 kilômét (6 mi)   phía nam Stargard và 36 km (22 mi)     về phía đông nam của thủ đô khu vực Szczecin.
Trước năm 1945, khu vực này là một phần của Đức. Đối với lịch sử của khu vực, xem Lịch sử của Pomerania.
Làng có dân số 128 người.